# Italienare i Kroatien
Italienare i Kroatien (italienska: Italiani di Croazia, kroatiska: Talijani u Hrvatskoj), även kallade kroatienitalienare (italienska: Croati italiani, kroatiska: Talijanski Hrvati), är en historisk och autokton etnisk minoritet i Kroatien. Italienarna erkänns i den kroatiska grundlagen som en av landets 22 nationella minoriteter och har som sådana rätt till politisk representation i Kroatiens parlament. I folkräkningen år 2011 uppgick antalet italienare i Kroatien till 17 807 personer eller 0,42 procent av landets totala befolkning. Efter serberna och bosniakerna är italienarna sett till antalet personer Kroatiens tredje största minoritet. Fram till 1900-talets hälft var deras antal betydligt större. 
Italienarna är främst bosatta i landets nordvästra del, i Istrien, Rijeka och vid Kvarnerviken. Historiskt har de utgjort en betydande del av den etniska sammansättningen längs hela den kroatiska adriatiska kusten, i Dalmatien och den kroatiska övärlden. Idag är drygt en tredjedel av landets italienare bosatta i Istriens län där deras antal uppgår till 12 543 personer eller 6,03 procent av länets befolkning. Grožnjan (Grisignana) i Istriens län är den enda kommunen och orten i Kroatien där italienarna utgör en (om än relativ) majoritet av befolkningen (39,40 procent). 
Till följd av den historiska närvaron av italienare i det kroatiska kustområdet delas italienarna ibland upp i två undergrupper som baseras på deras geografiska hemvist: istriska italienare och dalmatiska italienare.           

## Historia

### Härkomst och ursprung
Kroatienitalienarnas etnogenes är sammansatt och de har ur ett historiskt perspektiv varierande bakgrund. Den äldsta autoktona gruppen italienare i Kroatien härstammar från ursprungsbefolkningen som befolkade östra adriatiska havets kust som århundradena innan vår tideräkning intogs och besattes av romarna. Ursprungsbefolkningen bestående av illyriska folkgrupper romaniserades (det vill säga antog romarnas språk, seder och kultur) därefter. Ur det då talade vulgärlatinet utvecklades sedan de romanska språken och därefter de moderna etniciteterna som vi känner dem idag. Italienarna härstammar också från de venetianska bosättare som i samband med Republiken Venedigs expansion i Istrien, Dalmatien och kroatiska övärlden under medeltiden bosatte sig i området. I den italienska folkgruppen finns även vad som ursprungligen var kroater (slaver eller slavisktalande) men som kulturellt och språkligt assimilerades av italienarna. Den grupp av italienare som idag lever i Požega-Slavoniens län i Kroatiens inland skiljer sig från de äldre grupperna av italienare såtillvida att de invandrade till området som arbetskraftsinvandrare i slutet av 1800-talet. De härstammar från de drygt sextio familjer som ursprungligen kom från nordöstra Italien och i synnerhet från vad som idag är den italienska provinsen Veneto. Därtill finns italienare som i modern tid bosatt sig i Kroatien. 

## Demografi

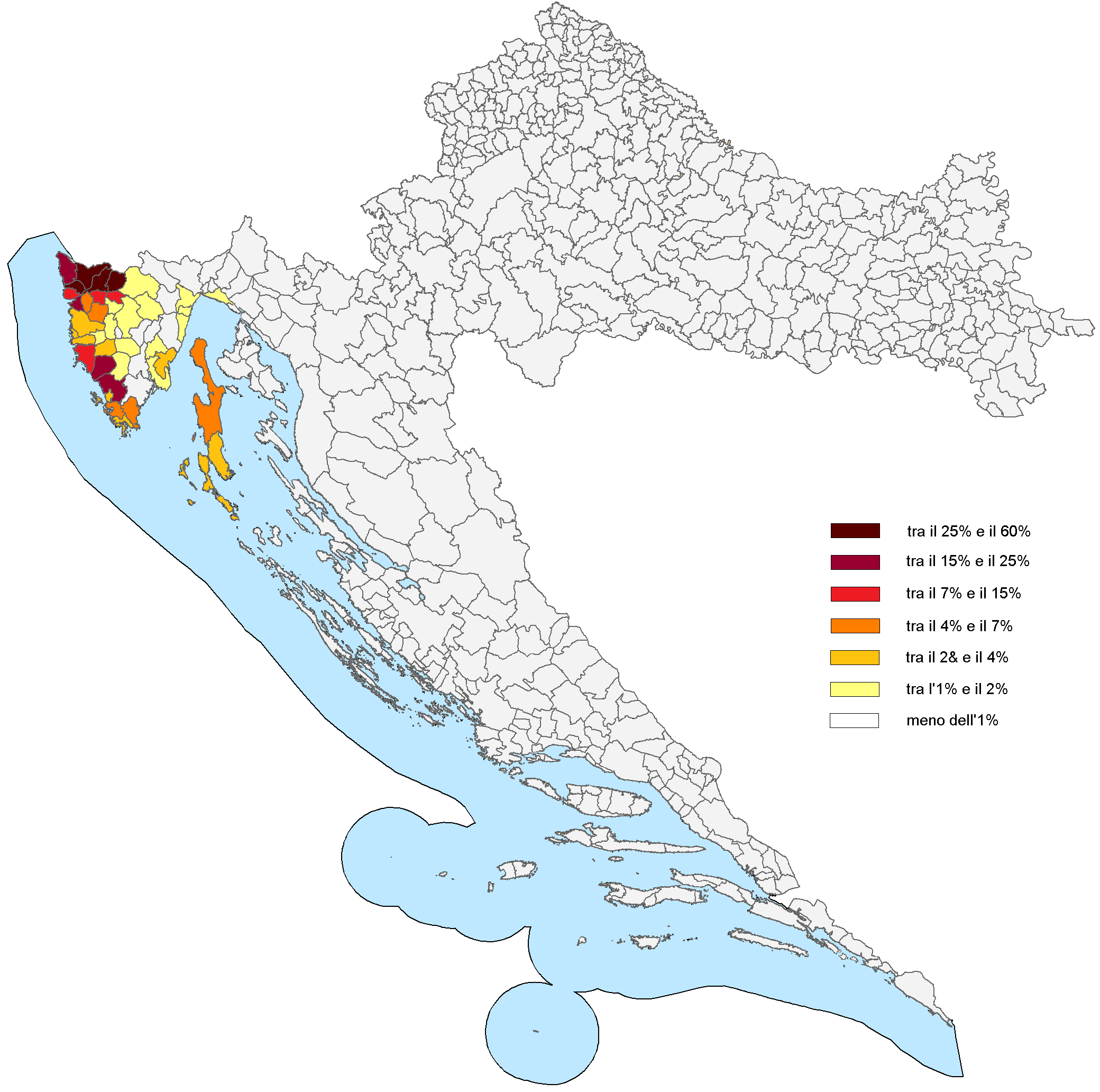
Italiensspråkig karta som visar antalet invånare med italienska som modersmål i Kroatien år 2011.

I slutet av 1800-talet och början av 1900-talet var Kroatien en del av Österrike-Ungern och i de folkräkningar som då genomfördes i Dubbelmonarkin efterfrågades personer inte efter etnisk tillhörighet utan om vilket språk de primärt använde i sin vardagliga kommunikation. Efter århundraden av venetiansk styre eller kulturell inverkan vid den kroatiska kusten talade ett stort antal människor i Dalmatien, Istrien och Rijeka italienska vilket inte nödvändigtvis sammanföll med deras etniska identitet. Italienska var det övre samhällsskiktets språk, det talades av det politiska etablissemanget och när det idkades handel. Mot bakgrund av detta var det genom folkräkningarna omöjligt att särskilja etniska italienare från övriga personer som använde italienskan som primärt språk för kommunikation. Den kroatiska nationella pånyttfödelsen, en politisk och kulturell process under 1800-talet, ledde till att det kroatiska språket i förhållande till italienskan jämställdes. År 1883 erkändes kroatiska i den dalmatiska lantdagen, inom skolväsendet och som administrativt språk. Kroatiskans allt starkare position och förbättrade status ledde till att allt fler människor (på bekostnad av italienskan) talade kroatiska i de kroatiska kustområdena. 

### Språk
År 1910 talade 66,3 procent av Zadars befolkning italienska som primärt språk. Även i städer och orter som Krk (68 procent), Osor (75,37 procent), Mali Lošinj (59,87 procent) och Rijeka (48,62 procent) hade italienskan en stark ställning som primärt språk. Motsvarande siffra för Split var 9,75 procent och Šibenik 9,75 procent.
| År   | Antal personer som primärt talar italienska | procent |
| ---- | ------------------------------------------- | ------- |
| 1845 | i.u.                                        | 19,7    |
| 1865 | 55 020                                      | 12,5    |
| 1869 | 44 880                                      | 10,8    |
| 1880 | 27 305                                      | 5,8     |
| 1890 | 16 000                                      | 3,1     |
| 1900 | 15 279                                      | 2,6     |
| 1910 | 18 028                                      | 2,7     |

| År   | Antal personer som primärt talar italienska | procent |
| ---- | ------------------------------------------- | ------- |
| 1846 | i.u.                                        | 32,46   |
| 1890 | 147 417                                     | 38,1    |
| 1910 | 118 027                                     | 34,2    |

## Kultur

### Föreningsverksamhet och organisation
I kulturell mening representeras den italienska minoriteten i Kroatien av föreningen Italienska unionen (italienska: Unione italiana, kroatiska: Talijanska unija) som är en landsöverskridande organisation för den italienska minoriteten i Kroatien och Slovenien med fyrtiotalet underavdelningar i olika orter i den kroatiska och slovenska delen av Istrien. Huvudkontoret finns i Rijeka. Föreningens verksamhet finansieras till 80 procent av den kroatiska staten och till 20 procent av den slovenska staten.

### Media och uttryck
Hamnstaden Rijeka är säte för flera av den italienska minoritetens viktigaste institutioner. I Rijeka har föreningen Italienska unionen sitt huvudkontor och i staden finns även tidningsförlaget Edit vars huvudägare är Italienska unionen. Edit utger Kroatiens enda italienskspråkiga dagstidning, La Voce del Popolo (Folkets röst). I Kroatiska nationalteatern i Rijeka sker italienskspråkiga teaterföreställningar kallade Dramma italiano (Italienskt drama). 

### Forskning och utbildning
I Pulas stadsbibliotek och läsrum finns kroatienitalienarnas centrala bibliotek ("La Biblioteca centrale per la Comunità nazionale italiana in Croazia", Det centrala biblioteket för den italienska nationella gemenskapen i Kroatien) och i Rovinj finns Centret för historisk forskning som är en statsfinansierad institution som drivs av den italienska minoriteten och arbetar med historisk och sociologisk kulturforskning. Utöver den italienskspråkiga gymnasieskolan i Rijeka finns det även italienskspråkiga gymnasieskolor i Pula, Rovinj och Buje. Därtill finns italienskspråkiga grund- och förskolor i Rijeka, Istrien och Zadar.     

## Kända personligheter (urval)
Kända personer med kroatienitaliensk eller delvis kroatienitaliensk bakgrund:
- Mario Andretti (1940–) – racerförare
- Claudia Beni (1986–) – sångerska
- Vlaho Bukovac (ursprungligen Biagio Faggioni, 1855–1922) – målare
- Sergio Endrigo (1933–2005) – sångare och låtskrivare
- Ottavio Missoni (1921–2013) – modeskapare och häcklöpare
- Niccolò Tommaseo (1803–1874) – litteraturhistoriker